# Pamela Burton

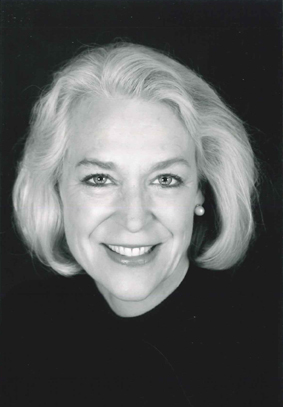
Pamela Burton

Pamela Grace Burton (* 16. September 1948 in Santa Monica, Kalifornien) ist eine US-amerikanische Landschaftsarchitektin. Sie ist bekannt für ihre interdisziplinäre Herangehensweise an private und öffentliche Projekte, die Pflanzen, Kunst und Architektur zusammenbringen. Seit 1975 ist sie Principal, President ihrer eigenen Firma Pamela Burton & Company und seit 2006 ist Fellow der  American Society of Landscape Architects (ASLA).

## Leben
Burton wurde in Santa Monica, Kalifornien, geboren. Sie erwarb 1975 einen Bachelor-Abschluss in Umweltdesign und einen Master-Abschluss in Architektur an der University of California, Los Angeles (UCLA).
Während ihres Studiums an der UCLA arbeitete Burton in der ACE Gallery und beteiligte sich am Aufbau von Werken von Earth works von Künstlern wie Robert Smithson und Michael Heizer. Als sie half, die Wall Drawings von Sol LeWitt zu installieren, wurde sie von der Art und Weise inspiriert, wie sich die Farben überlappten. Auch Robert Irwins Scrim-Arbeiten und Elyn Zimmermans Naturbeobachtungen in Form von Fotografien, Graphitzeichnungen und Stein- und Wasserlandschaftem inspirierten sie in ihrer eigenen Arbeit mit Licht, Raum und Wahrnehmung. Ebenfalls Einfluss hatte eine Studienauszeit für einen Besuch japanischer Gärten und Tempel und deren enger Verbindung von Architektur und Natur.

„Landscapes are a journey.  It’s not just about the destination, but also about the journey of designing and walking through them […]  One of the most important things about any practice is cultivating awareness, something artists specialize in. Whenever we have an idea, it’s always amplified by the mysterious things that are about to happen. You can only take advantage of them if you are aware of them.“

Während ihrer gesamten Karriere ließ sich Burton von dem Ort beeinflussen, an dem sie lebte – den Hügeln von Malibu und dem Tal von Ojai. Ihre Wohnräume und den eigenen Garten nutzte sie zum Experimentieren und Ausprobieren.
Zu Pamela Burtons Projekten gehören private Wohnhäuser und öffentliche Anlagen in Kalifornien, Idaho, New Mexico, New York, Australien, Brasilien und Japan. Sie umfassen Campus-Masterpläne, institutionelle Gebäude und Plätze, kommerzielle Entwicklungen, Hochhaus-Bürotürme, Hochhaus-Eigentumswohnungen, Reservoirs für das Los Angeles Department of Water and Power, Gerichtsgebäude der Vereinigten Staaten, Botschaften, Krankenhäuser, Bibliotheken und Parks.
Viele Projekte beinhalten einheimische kalifornische Pflanzen und haben Wasser und die Erhaltung von Wasser als primäres Thema in ihren Designs.  Exemplarisch verlässt sich die Red Tail Ranch in Santa Ynez für ihr Eichengrasland letztlich auf den natürlichen Niederschlag. Die Santa Monica Public Library nutzt Wasser als primäre Metapher und beinhaltet flache Pools in der Mitte des Innenhofs, an denen man sich von heißen Sommertagen erholen kann. Sie hat zur Bewässerung eine unterirdische Zisterne mit mehr als 705 m3 Fassungsvermögen, die von Regenwasser gespeist wird.
Spätere Projekte reduzieren die Landschaft mit einer klaren Hierarchie von einzelnen Räumen, die die Gesamtstruktur vereinfacht und durch eine reiche Palette von Pflanzenmaterialien ergänzt wird. In der in den Bergen gelegenen East Fork Residence verankerte Burton das Haus auf Terrassen, die jeweils mit blühenden Zierapfelbäumen bepflanzt wurden, und schuf so einen Schleier aus einheimischen Bäumen, durch den man das Haus sieht. In einem Bürokomplex in São Paulo schuf sie für Büroangestellte und die Öffentlichkeit Rückzugsmöglichkeiten im Grünen.
Sie war sechs Jahre lang im Design Review Board der University of California, Santa Barbara, drei Jahre lang im Design Review Board der University of California, Riverside und drei Jahre lang im Architectural Review Board der Stadt Santa Monica.

## Bibliographie
- mit Marie Botnick und Kathryn Smith: Private Landscapes: Modernist Gardens in Southern California. Princeton Architectural Press, Hudson, NY 2003, ISBN 978-1-56898-402-5.
- Pamela Burton Landscapes. Princeton Architectural Press, Hudson, NY 2010, ISBN 978-1-56898-965-5.